# Euphorbia segetalis var. pinea
Euphorbia segetalis subsp. pinea é uma variedade de planta com flor pertencente à família Euphorbiaceae. 
A autoridade científica da variedade é (L.) Lange, tendo sido publicada em Prodromus Florae Hispanicae 3: 499. 1877.
Os seus nomes comuns são alforba-brava ou alforbia-brava.

## Portugal
Trata-se de uma variedade presente no território português, nomeadamente em Portugal Continental e no Arquipélago da Madeira.
Em termos de naturalidade é nativa das duas regiões atrás indicadas.

## Protecção
Não se encontra protegida por legislação portuguesa ou da Comunidade Europeia.